# Suchożebry (gromada)
Suchożebry – dawna gromada, czyli najmniejsza jednostka podziału terytorialnego Polskiej Rzeczypospolitej Ludowej w latach 1954–1972.
Gromady, z gromadzkimi radami narodowymi (GRN) jako organami władzy najniższego stopnia na wsi, funkcjonowały od reformy reorganizującej administrację wiejską przeprowadzonej jesienią 1954 do momentu ich zniesienia z dniem 1 stycznia 1973, tym samym wypierając organizację gminną w latach 1954–1972.
Gromadę Suchożebry z siedzibą GRN w Suchożebrach utworzono – jako jedną z 8759 gromad – w powiecie siedleckim w woj. warszawskim, na mocy uchwały nr VI/10/18/54 WRN w Warszawie z dnia 5 października 1954. W skład jednostki weszły obszary dotychczasowych gromad Borki, Kopcie, Przygody, Suchożebry i Wola Suchożebrska() ze zniesionej gminy Krześlin oraz obszary dotychczasowych gromad Sosna-Kozółki i Sosna-Trojanki ze zniesionej gminy Skupie w tymże powiecie. Dla gromady ustalono 21 członków gromadzkiej rady narodowej.
31 grudnia 1959 do gromady Suchożebry przyłączono obszar zniesionej gromady Podnieśno w tymże powiecie (bez wsi Dmochy, Jeruzale, Osiny Dolne, Sosna Kicki i Stany Duże).
31 grudnia 1961 do gromady Suchożebry włączono wsie Krynica, Sosna-Kicki, Stany Duże i Stany Małe ze zniesionej gromady Krynica w tymże powiecie.
Gromada przetrwała do końca 1972 roku, czyli do kolejnej reformy gminnej. 1 stycznia 1973 w powiecie siedleckim utworzono gminę Suchożebry.